# James Doohan
James Montgomery Doohan (Vancouver, 3 de Março de 1920 — Redmond, 20 de Julho de 2005) foi um ator canadense, de família irlandesa, cujo papel de maior destaque foi o do engenheiro Montgomery Scott na telessérie original de Star Trek.
O papel de engenheiro-chefe da nave estelar Enterprise coube-lhe na série original e em seis longa-metragens para o cinema. Apresentou-se para disputar um papel no seriado em 1966 e um dos principais motivos por ter sido escolhido para interpretar o engenheiro-chefe Scotty, foi sua capacidade de imitar diversos sotaques.
Era um veterano do Dia D, em que foi atingido por seis tiros de metralhadora no desembarque dos aliados na Normandia, durante a Segunda Guerra Mundial.
Casou-se três vezes, teve sete filhos e atuou em 80 filmes ao longo dos seus 50 anos de carreira. Participou do seriado Viagem ao fundo do mar.
Muitos apreciadores de Star Trek disseram a Doohan que ele os havia inspirado a escolher a engenharia como profissão. O astronauta Neil Armstrong, um engenheiro que participou do Projeto Apollo da NASA, também mencionou este fato, ao dizer a Doohan, na sua última aparição pública, "de um velho engenheiro para outro, obrigado, colega".
Sua autobiografia foi intitulada de Beam Me Up, Scotty ("Leve-me para cima, Scotty") - a ordem que o engenheiro mais ouviu do capitão James T. Kirk ao longo de todo o seriado.
Doohan morreu de pneumonia e Mal de Alzheimer em sua casa na cidade de Redmond, estado de Washington. Uma pequena porção de suas cinzas foi lançada ao espaço em 2007.

## Filmografia
- As aventuras de Hubert - O Cão Herdeiro (1999)
- Jornada nas Estrelas - Bastidores (1995)
- Jornada nas Estrelas - Generations (1994)
- Jornada nas Estrelas VI - A Terra Desconhecida (1991)
- Jornada nas Estrelas V - A Última Fronteira (1989)
- Jornada nas Estrelas IV - A Volta para Casa (1986)
- Jornada nas Estrelas III - À Procura de Spock (1984)
- Jornada nas Estrelas II - A Ira de Khan (1982)
- Jornada nas Estrelas - O Filme (1979)
- O agente da U.N.C.L.E. (1964)
- Daniel Boone (1964)
- Bonanza (1959)
- A Supermáquina 2000